# Charles II. de Lorraine, duc d’Elbeuf

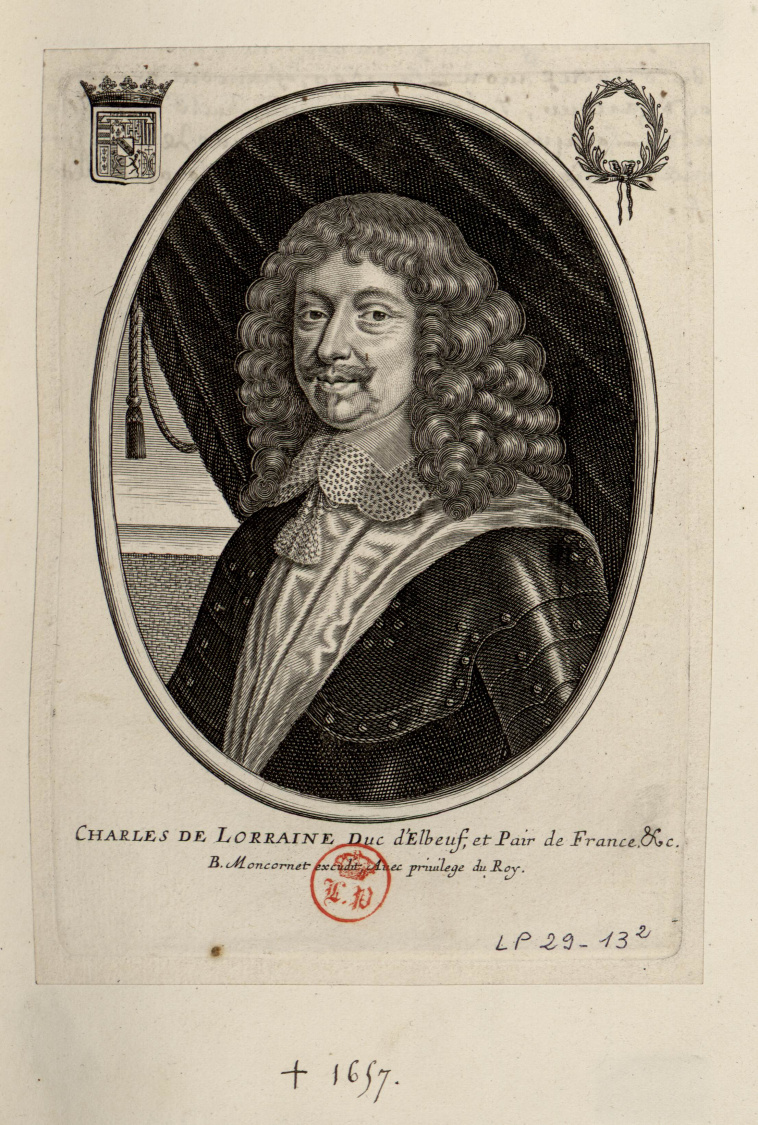
Charles de Lorraine

Charles II. de Lorraine, duc d’Elbeuf (deutsch Karl II. von Lothringen, Herzog von Elboeuf; * 5. November 1596; † 5. November 1657 ebenda) war ein französischer Lieutenant-général und kaiserlicher Feldmarschall.

## Leben
Er ist der Sohn von Charles I. de Lorraine-Guise, dem ersten Herzog von Elbeuf, und Marguerite de Chabot, Dame de Pagny, Comtesse de Charny. 1605 wurde er durch den Tod seines Vaters der 2. Herzog von Elbeuf, Pair von Frankreich, Graf von Harcourt, Lillebonne und Rieux.
Am 17. Oktober 1610 repräsentierte er die Grafschaft Flandern bei der Krönung Ludwigs XIII. Am 31. Dezember 1619 wurde er in den Orden vom Heiligen Geist aufgenommen.
Am 13. Juli 1620 wurde er nach dem Demission des Herzogs von Longueville zum Gouverneur der Normandie ernannt. In diesem und dem Jahr danach war er beauftragt, den Herzog zu beobachten und ihn aufzuhalten, falls er eine Bewegung in der Provinz auslösen sollte. Im August 1621 wurde er bei der Belagerung von Saint-Jean-d’Angély verwundet, wo er als Freiwilliger diente. Er wurde am 16. Dezember 1621 zum Kommandanten der Armee der Basse Guyenne ernannt. Nachdem er 1622 die Truppen des Marquis de La Force geschlagen hatte, eroberte er Sainte-Foy-la-Grande, Montravel und Tonneins.
Der Herzog von Elbeuf begleitete den König bei der Belagerung von Montpellier. Nach dem Tod des Connétable de Lesdiguières (28. September 1626) wurde er am 30. Juli 1627 zum Lieutenant-général der Picardie ernannt, weswegen er das Gouvernement der Normandie niederlegte.
Nachdem er sich Im Jahr 1631 der Partei des Herzogs von Orléans angeschlossen hatte, sah er sich gezwungen, das Königreich zu verlassen und flüchtete nach Flandern. Er wurde der Majestätsbeleidigung für schuldig befunden, am 10. Oktober seiner Regierung in der Picardie enthoben und durch ein Urteil des Parlements von Dijon vom 14. Januar 1633 zum Tode durch Enthaupten verurteilt.
Charles de Lorraine stellte sich nun in die Dienst Kaiser Ferdinands II., der ihn am 31. Januar 1636 zum Feldmarschall ernannte.
Erst nach dem Tod Ludwigs XIII. (1643) konnte er nach Frankreich zurückkehren. Er wurde im gleichen Jahr Gouverneur von Flandern und nach dem Rücktritt des Maréchal von Chaulnes am 1. September wieder als Gouverneur der Picardie eingesetzt. Am 7. August 1644 erhielt er – gemeinsam mit Maréchal de Gassion – nach der Eroberung von Gravelines das Kommando in Flandern.
Während der Unruhen der Fronde im Jahr 1649 bot der Herzog von Elbeuf den Parisern seine Hilfe an. Als er zum General der Armee des Königs unter der Autorität des Parlements erklärt wurde, war er der absolute Herrscher in Paris; doch seine Stellung wurde bald durch die Ankunft des Prince de Conti zerstört, den das Parlament als Generalissimus anerkannte und bei dem der Herzog von Elbeuf nicht mehr als ein Lieutenant war. Nach der vom Hof gewährten Generalamnestie (Frieden von Saint-Germain vom 1. April) kehrte Kardinal Mazarin am 18. August nach Paris zurück.
Der Herzog von Elbeuf befehligte mit Vollmacht vom 15. Februar 1652 die Armee von Flandern als Oberbefehlshaber, doch aufgrund der Gräben, die das Königreich spalteten, war diese Armee nicht in der Lage, sich dem Vorrücken des Feindes entgegenzustellen. Damit endete der aktive Militärdienst des Herzogs von Elbeuf. Er nahm am 7. Juni 1654 lediglich noch an der Krönungszeremonie von König Ludwig XIV. in Reims teil.

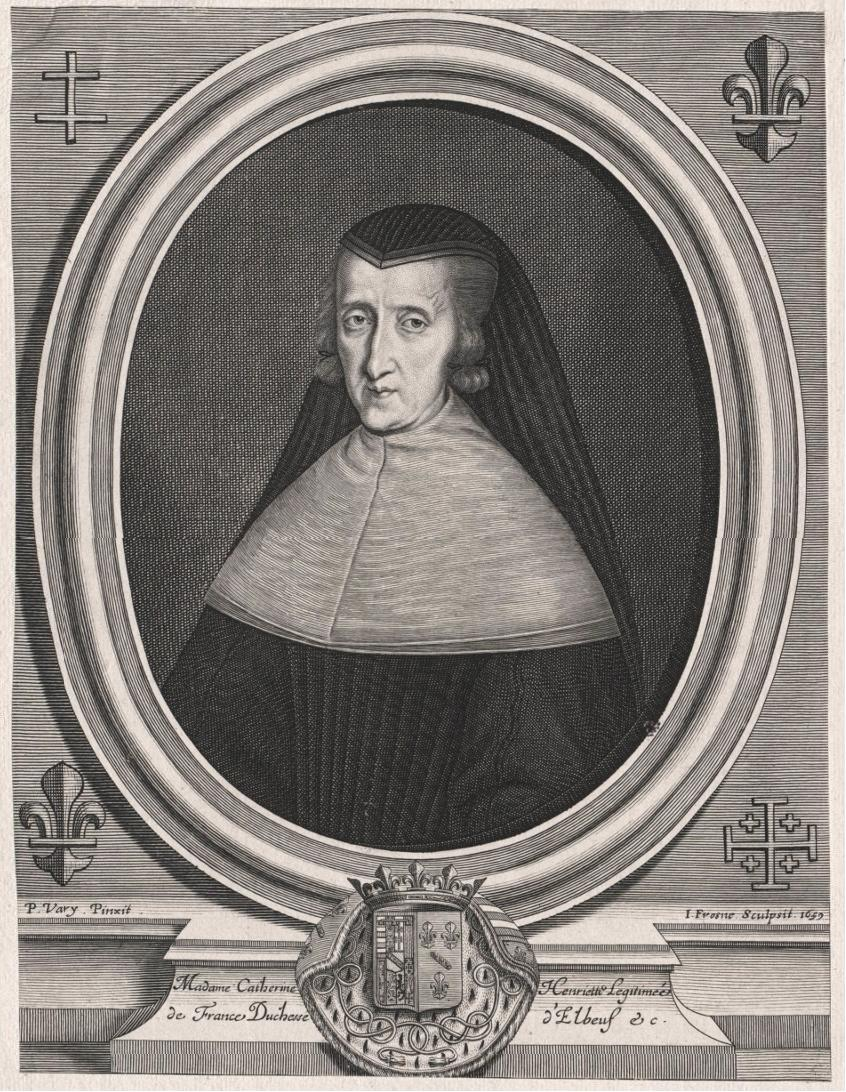
Porträt von Catherine Henriette de Bourbon, Stich von Jean Frosne, 1659

## Ehe und Familie
Er heiratet per Ehevertrag aus Februar 1619 und persönlich am 20. Juni 1619 in Paris Catherine Henriette de Bourbon (* 11. November 1596 in Rouen; † 20. Juni 1663 in Paris), genannt Mademoiselle de Vendôme, die legitimierte Tochter von König Heinrich IV. und Gabrielle d’Estrées, Duchesse de Beaufort. Ihre Kinder sind:
- Charles III. (* 1620; † 4. Mai 1692 in Paris), Comte d’Harcourt, 1657 3. Duc d’Elbeuf, Pair de France, 1675 Duc de Guise, Lieutenant-général au Gouvernement de Picardie, Gouverneur de Montreuil, bestattet in der Dominikanerkirche im Faubourg Saint-Jacques; ⚭ (1) 7. März 1648 Anne Elisabeth de Lannoy (* 1626; † 3. Oktober 1654 in Amiens), Comtesse de Lannoy, Tochter von Charles de Lannoy, Comte de Lannoy, Gouverneur de Montreuil, und Anne d’Aumont, Witwe von Henri Roger du Plessis de Liancourt, Comte de La Roche-Guyon; ⚭ (2) 20. Mai 1656 Elisabeth de La Tour d’Auvergne (* 11. Mai 1635 in Maastricht; † 23. Oktober 1680 in Paris), Tochter von Frédéric-Maurice de La Tour d’Auvergne, 6. Herzog von Bouillon, und Éléonore de Bergh; ⚭ (3) 25. August 1684 Françoise de Montaut de Navailles (* 1653; † 10. Juni 1717[4]), Marquise de Bénac, bestattet in der Dominikanerkirche im Faubourg Saint-Jacques, Tochter von Philippe II. de Montaut-Bénac, Duc de Navailles, Pair de France, Maréchal de France, und Suzanne de Baudéan-Parabère
- Henri (* 1619/20[5]; † 3. April 1648), Abt von Homblières (Picardie)
- François Louis (* 4. April 1623; † 27. Juni 1694), genannt Prince d’Harcourt, Comte d’Harcourt, de Rochefort, de Rieux, de Saint-Romèze et de Montlaur, Marquis de Maubec, Baron d’Aubenas, Seigneur de Montpezat et Mirmande; ⚭ (Ehevertrag vom 14. Juni 1645) 15. Juli 1645 in Paris Anne d’Ornano († September 1695), Marquise de Maubec, Comtesse de Montlaur, Baronne d’Aubenas, Tochter von Henri François Alphonse d’Ornano, Comte de Montlaur, de Maubec, Seigneur de Mazargues etc., und Marguerite de Montlaur-Maubec, Dame de Montbonnet, de Mirande etc. (Haus Ornano)
- Catherine (* um 1623; † 11. Oktober 1645), Nonne in Port-Royal
- François Marie (alias Jules, * 4. April 1624; † 11. Januar 1694 in Paris) Comte et Prince de Lillebonne, 1695/98 Damoiseau et Seigneur de Commercy et de Villemareuil, französischer Lieutenant-général des Armées, lothringischer Gouverneur des Herzogtums Bar und General, bestattet in Saint-Paul in Paris; ⚭ (1) 3. September 1658 in Paris mit Dispens Christine d’Estrées († 18. Dezember 1658 in Soissons), bestattet in der Kirche der Feuillanten in Soissons, Tochter von François-Annibal d’Estrées, 1. Duc d’Estrées, und Anne Habert de Montmort; ⚭ (2) 7. Oktober 1660 in der Abtei Montmartre in Paris Anne von Lothringen (* 23. August 1639 Sierck oder Trier; † 19. Februar 1720 in Paris), Dame de Louppy, de Revigny et de Viviers, de Châtillon-en-Bourgogne, Harzell et de Grandmont/Flandern, de Belvoir, de Cusance et de Saint-Julien, bestattet in Saint-Paul in Paris, legitimierte Tochter von Herzog Karl IV. von Lothringen und Béatrix de Cusance, Princesse de Cantecroix
- Marie (Elisabeth) Marguerite Ignace (* 1628/29; † 7. August 1679 in Paris), genannt Mademoiselle d’Elbeuf, bestattet in Saint-Paul in Paris

Darüber hinaus hatte er uneheliche Kinder von zwei unbekannten Frauen:
- (1) Charlotte bâtarde de Lorraine († 1667), Nonne zu Notre-Dame de Soissons
- (1) Elisabeth bâtarde e Lorraine, genannt Mademoiselle de Rochefort
- (1) Thérèse bâtarde de Lorraine, genannt Mademoiselle de Luigny
- (2) Charlotte bâtarde de Lorraine († 1667); ⚭ Jacques de Bévedent
- (2) Charles bâtard de Lorraine (* 1657)

Charles de Lorraine starb am 5. November 1657 in Paris und wurde in der Stiftskirche Saint-Louis von La Saussaye beigesetzt. Catherine Henriette de Bourbon starb am 30. Juni 1663 ebenfalls in Paris, sie wurde in der Pariser Pfarrkirche Saint-Paul beigesetzt.